# Australia en el Festival de la Canción de la UAR
Australia debutó en los Festivales de la Canción de la UAR o ABU TV Song Festival (en inglés) el 14 de octubre del 2012 en Seúl, Corea del Sur, de la mano de SBS la cadena encargada de la representación del país oceánico en el festival. La primera representante del país fue Havana Brown con el tema "We Run the Night".
En la primera edición celebrada en la capital de Corea del Sur hicieron su debut 11 naciones de Asia y Oceanía, el ABU TV Song festival o Festival de la canción de la UAR no es un festival competitivo como en otros festivales en especial como el Festival de Eurovision. Si bien hay un festival de tv también hay uno de radio competitivo, Australia también hizo su debut quedando en segundo posición.

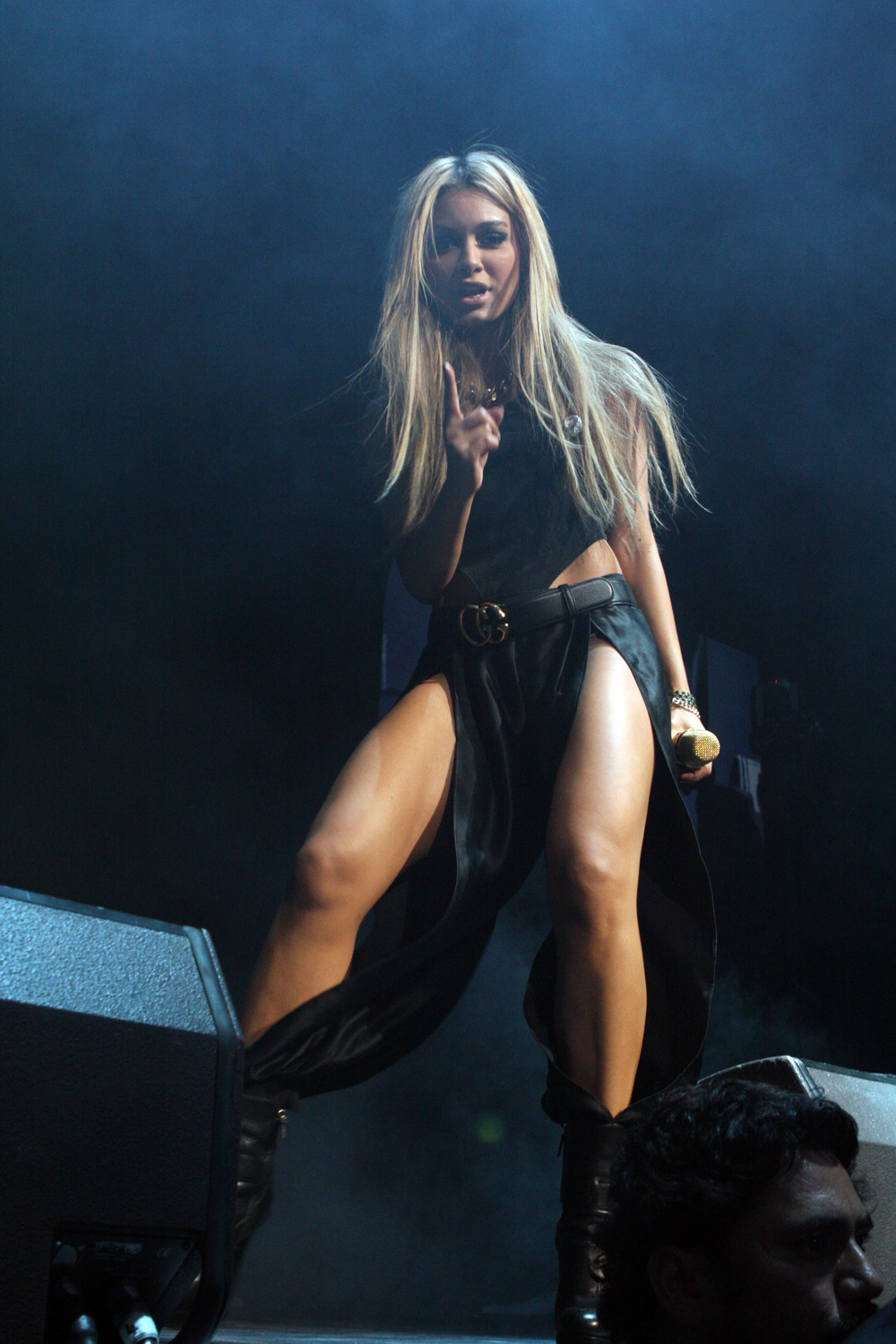
Havana Brown.

## Participaciones de Australia en el Festival de la Canción UAR
| Año  | Sede  | Artista      | Canción                              | Idioma | N.º de Actuación |
| ---- | ----- | ------------ | ------------------------------------ | ------ | ---------------- |
| 2012 | Seúl  | Havana Brown | "We Run The Night"                   | Inglés | N.º 02           |
| 2013 | Hanói | Justice Crew | "Boom Boom" y "Best Night" (mash up) | Inglés | N.º 12           |
| 2014 | Macao | Dami Im      | "Living Dangerously"                 | Inglés |                  |